# Itaipuaçu
Itaipuaçu é um distrito do município de Maricá, localizado no Leste Fluminense, na Região Metropolitana do Rio de Janeiro. Sua população estimada é de cerca de 38.000 habitantes, distribuídos em uma área de 243 km². Itaipuaçu é separado dos bairros niteroienses de Itacoatiara e Itaipu pela Pedra do Elefante, localizada no Parque Estadual da Serra da Tiririca, o qual fica próximo a uma restinga.
Grande parte da orla marítima do município de Maricá está no distrito de Itaipuaçu, ao longo dos bairros Recanto de Itaipuaçu, Praia de Itaipuaçu, Barroco, Jardim Atlântico Oeste, Jardim Atlântico Central e Jardim Atlântico Leste.

## Características

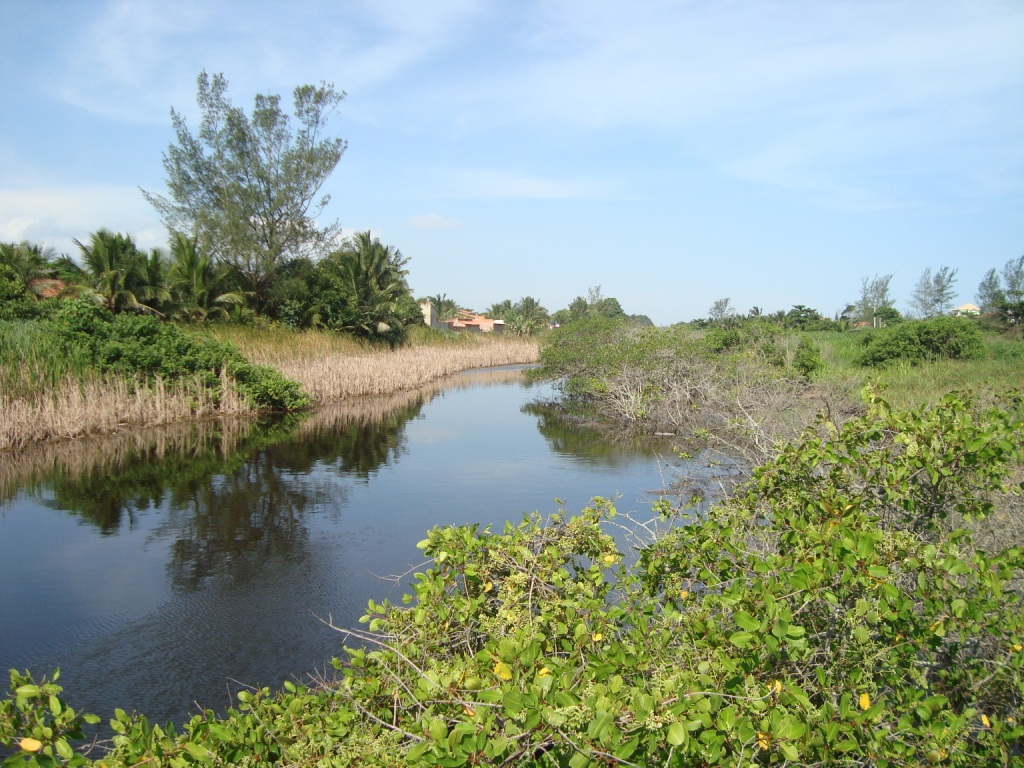
Mangue em Itaipuaçu.

O distrito possui uma praia de águas agitadas que se distingue por possuir grãos de areia de grande diâmetro, quase do tamanho de seixos. A praia é cercada por vegetação de mangue.

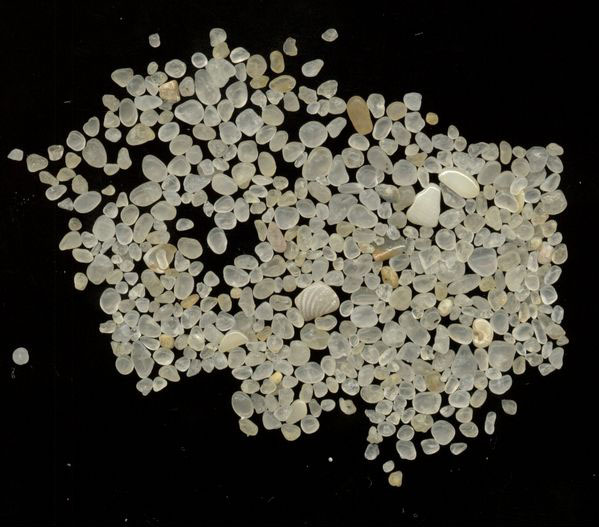
Grãos de areia recolhidos da Praia de Itaipuaçu.

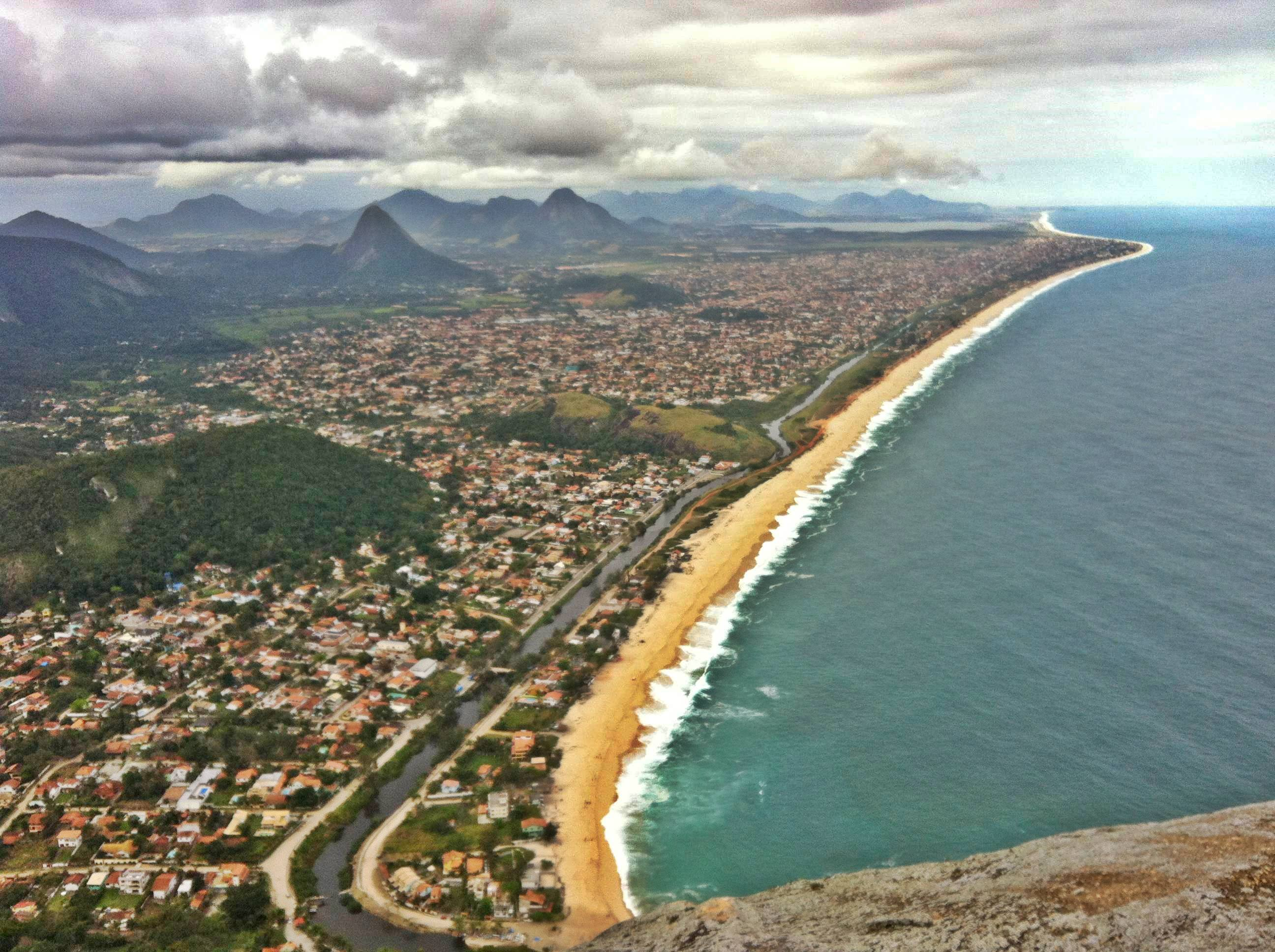
Linha costeira entre o Recanto de Itaipuaçu e a Praia do Francês vista a partir da Pedra do Elefante.